# Ulak Kembahang II
Ulak Kembahang II is een bestuurslaag in het regentschap Ogan Ilir van de provincie Zuid-Sumatra, Indonesië. Ulak Kembahang II telt 1382 inwoners (volkstelling 2010).